# Bulgaars curlingteam (gemengddubbel)
Het Bulgaars curlingteam vertegenwoordigt Bulgarije in internationale curlingwedstrijden.

## Geschiedenis
Bulgarije debuteerde op het wereldkampioenschap voor gemengddubbele landenteams van 2009 in het Italiaanse Cortina d'Ampezzo. Een groot succes werd dit debuut echter niet: de Bulgaren verloren alle acht wedstrijden op dit kampioenschap, en eindigden zo op een troosteloze 26ste en voorlaatste plaats. Daarna was het wachten tot 2016 op de terugkeer van Bulgarije op het WK. De Bulgaren konden tijdens dit toernooi vier wedstrijden winnen, en eindigden zo op de 17de plek. Een jaar later werd Bulgarije 34ste. Sedert 2018 is Bulgarije wederom afwezig.

## Bulgarije op het wereldkampioenschap
| Jaar | Plaats        | Team                                 | WG            | W             | V             | PV            | PT            |
| ---- | ------------- | ------------------------------------ | ------------- | ------------- | ------------- | ------------- | ------------- |
| 2008 | Geen deelname | Geen deelname                        | Geen deelname | Geen deelname | Geen deelname | Geen deelname | Geen deelname |
| 2009 | 26            | Borislava Petrova & Loebomir Velinov | 8             | 0             | 8             | 29            | 76            |
| 2010 | Geen deelname | Geen deelname                        | Geen deelname | Geen deelname | Geen deelname | Geen deelname | Geen deelname |
| 2011 | Geen deelname | Geen deelname                        | Geen deelname | Geen deelname | Geen deelname | Geen deelname | Geen deelname |
| 2012 | Geen deelname | Geen deelname                        | Geen deelname | Geen deelname | Geen deelname | Geen deelname | Geen deelname |
| 2013 | Geen deelname | Geen deelname                        | Geen deelname | Geen deelname | Geen deelname | Geen deelname | Geen deelname |
| 2014 | Geen deelname | Geen deelname                        | Geen deelname | Geen deelname | Geen deelname | Geen deelname | Geen deelname |
| 2015 | Geen deelname | Geen deelname                        | Geen deelname | Geen deelname | Geen deelname | Geen deelname | Geen deelname |
| 2016 | 17            | Reto Seiler & Marina Janeva          | 8             | 4             | 4             | 41            | 49            |
| 2017 | 34            | Reto Seiler & Marina Janeva          | 7             | 2             | 5             | 24            | 49            |
| 2018 | Geen deelname | Geen deelname                        | Geen deelname | Geen deelname | Geen deelname | Geen deelname | Geen deelname |
| 2019 | Geen deelname | Geen deelname                        | Geen deelname | Geen deelname | Geen deelname | Geen deelname | Geen deelname |
| 2021 | Geen deelname | Geen deelname                        | Geen deelname | Geen deelname | Geen deelname | Geen deelname | Geen deelname |
| 2022 | Geen deelname | Geen deelname                        | Geen deelname | Geen deelname | Geen deelname | Geen deelname | Geen deelname |
| 2023 | Geen deelname | Geen deelname                        | Geen deelname | Geen deelname | Geen deelname | Geen deelname | Geen deelname |
| 2024 | Geen deelname | Geen deelname                        | Geen deelname | Geen deelname | Geen deelname | Geen deelname | Geen deelname |
| 2025 | Geen deelname | Geen deelname                        | Geen deelname | Geen deelname | Geen deelname | Geen deelname | Geen deelname |

Australië · België · Brazilië · Bulgarije · Canada · China · Chinees Taipei · Denemarken · Duitsland · Engeland · Estland · Filipijnen · Finland · Frankrijk · Griekenland · Groot-Brittannië · Guyana · Hongarije · Hongkong · Ierland · India · Israël · Italië · Jamaica · Japan · Kazachstan · Kirgizië · Koeweit · Kosovo · Kroatië · Letland · Litouwen · Luxemburg · Mexico · Mongolië · Nederland · Nieuw-Zeeland · Nigeria · Noorwegen · Oekraïne · Oostenrijk · Polen · Portugal · Puerto Rico · Qatar · Roemenië · Rusland · Saoedi-Arabië · Schotland · Servië · Slovenië · Slowakije · Spanje · Thailand · Tsjechië · Turkije · Verenigde Staten · Wales · Wit-Rusland · Zuid-Korea · Zweden · Zwitserland